# Sanjūsangen-dō

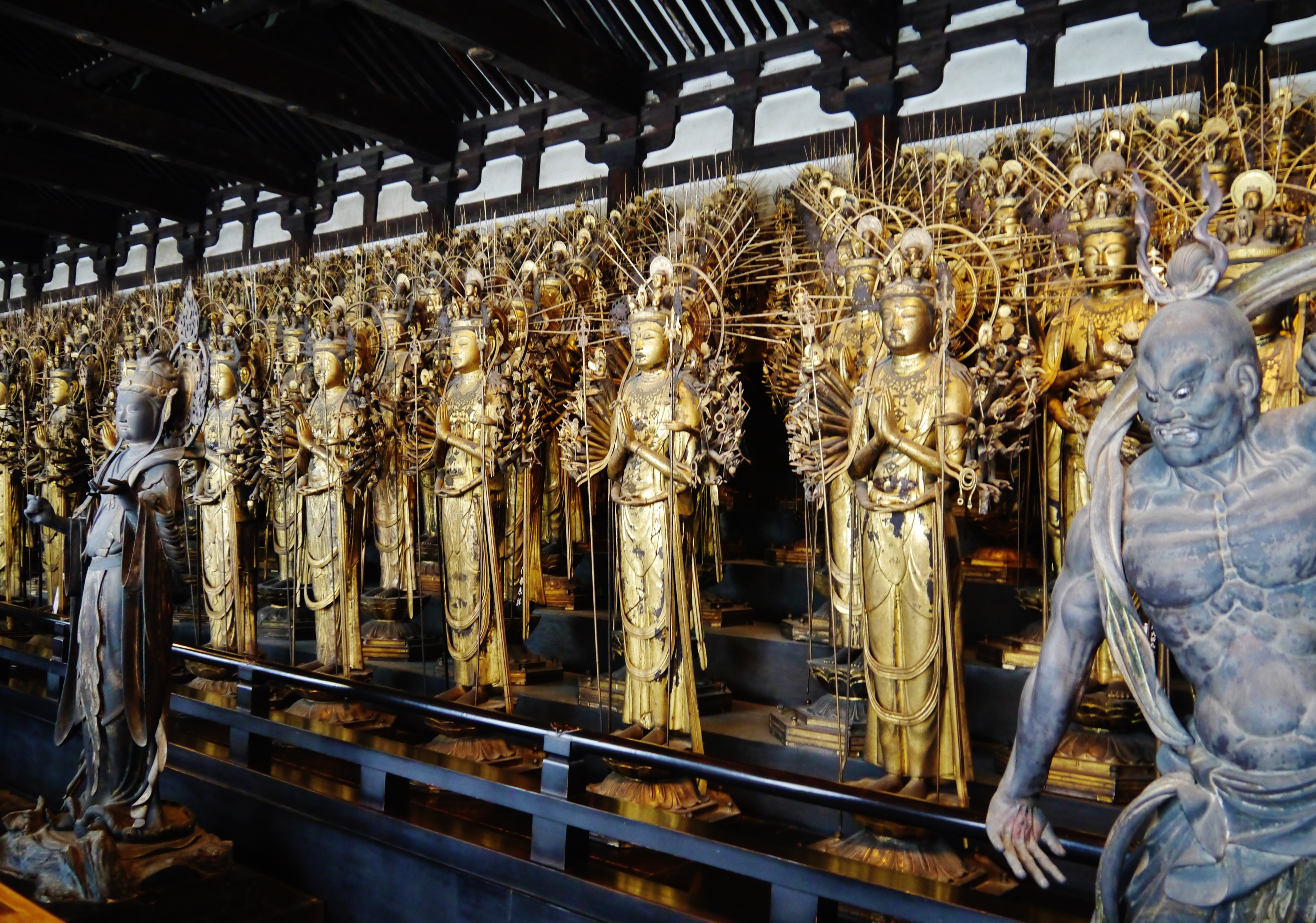
L'interno del tempio

Sanjūsangen-dō (in giapponese: 三十三間堂) è un tempio buddista situato in Higashiyama-ku a Kyōto. Ufficialmente conosciuto come 'Rengeō-in' (蓮華王院), il Sanjūsangen-dō è gestito da una branca della scuola di Buddismo Tendai. Il nome del tempio che letteralmente significa Sala con trentatré spazi tra le colonne descrive l'architettura della lunga sala principale del tempio.

## Storia
Taira no Kiyomori ha completato il tempio su ordine dell'imperatore Go-Shirakawa nel 1164. Il tempio è stato colpito da un incendio nel 1249 e solo la sala principale è stata ricostruita nel 1266. In gennaio nel tempio si svolge un evento conosciuto come Rito del Salice (柳枝のお加持), dove i fedeli sono sfiorati sul capo con un ramo di salice sacro per curare e prevenire il mal di testa. Sin dal periodo Edo, a fianco della veranda ovest, si svolge anche un famoso torneo di tiro con l'arco conosciuto come Tōshiya (通し矢). Si crede che il duello tra i famosi guerrieri Miyamoto Musashi e Yoshioka Denshichirō, leader del Yoshioka-ryū, sia stato combattuto all'esterno del Sanjūsangen-dō nel 1604.

## Caratteristiche principali
La divinità principale del tempio è Avalokiteśvara (Kannon dalle mille braccia). La statua di Kannon è stata creata dallo scultore Tankei di Kamakura ed è considerata Tesoro nazionale del Giappone. Il tempio contiene anche un migliaio di statue a grandezza naturale di Kannon dalle mille braccia posizionate in entrambi i lati della statua principale in 10 righe e 50 colonne. Tra queste, 124 statue provengono dal tempio originale, recuperate dall'incendio del 1249, mentre le rimanenti 876 statue sono state costruite nel tredicesimo secolo. Le statue sono costituite di cipresso giapponese ricoperte d'oro. Il tempio è lungo 120 metri. Attorno alle 1000 statue di Kannon sono presenti 28 statue di divinità guardiane. Ci sono anche due famose statue di Fūjin e Raijin.